# Onosma stenosiphon
Onosma stenosiphon är en strävbladig växtart som beskrevs av Pierre Edmond Boissier. Onosma stenosiphon ingår i släktet Onosma och familjen strävbladiga växter. Inga underarter finns listade i Catalogue of Life.